# Cadel Evans Great Ocean Road Race 2025
Cadel Evans Great Ocean Road Race 2025 – 9. edycja wyścigu kolarskiego Cadel Evans Great Ocean Road Race, która odbyła się 2 lutego 2025 na liczącej ponad 187 kilometrów trasie wokół Geelong. Impreza kategorii 1.UWT należała do cyklu UCI World Tour 2025.

## Uczestnicy

### Drużyny
| WorldTeams (12)- Groupama-FDJ - EF Education-EasyPost - Team Jayco AlUla - Intermarché-Wanty - Red Bull-BORA-hansgrohe - Soudal Quick-Step - Cofidis - Movistar Team - Team Picnic-PostNL - Ineos Grenadiers - Lidl-Trek - XDS Astana Team ProTeam- Israel-Premier Tech Reprezentacja- Australia |
| |

### Lista startowa
| Red Bull-Bora-Hansgrohe RBH | Red Bull-Bora-Hansgrohe RBH | Red Bull-Bora-Hansgrohe RBH |
| --------------------------- | --------------------------- | --------------------------- |
| Nr                          | Kolarz                      | Miejsce                     |
| 1                           | Laurence Pithie (NZL)       | 3.                          |
| 2                           | Finn Fisher-Black (NZL)     | 10.                         |
| 3                           | Filip Maciejuk (POL)        | DNF                         |
| 4                           | Ryan Mullen (IRL)           | DNF                         |
| 5                           | Danny van Poppel (NED)      | 14.                         |
| 6                           | Sam Welsford (AUS)          | DNF                         |
| 7                           | Ben Zwiehoff (GER)          | DNF                         |

| Soudal Quick-Step SOQ | Soudal Quick-Step SOQ         | Soudal Quick-Step SOQ |
| --------------------- | ----------------------------- | --------------------- |
| Nr                    | Kolarz                        | Miejsce               |
| 11                    | Pascal Eenkhoorn (NED)        | 20.                   |
| 12                    | Pieter Serry (BEL)            | 65.                   |
| 13                    | Andrea Raccagni Noviero (ITA) | DNF                   |
| 14                    | Casper Pedersen (DEN)         | 43.                   |
| 15                    | Antoine Huby (FRA)            | 61.                   |
| 16                    | James Knox (GBR)              | DNF                   |
| 17                    | William Junior Lecerf (BEL)   | DNF                   |

| Lidl-Trek LTK | Lidl-Trek LTK             | Lidl-Trek LTK |
| ------------- | ------------------------- | ------------- |
| Nr            | Kolarz                    | Miejsce       |
| 21            | Tim Torn Teutenberg (GER) | 13.           |
| 22            | Juan Pedro López (ESP)    | 62.           |
| 23            | Bauke Mollema (NED)       | 36.           |
| 24            | Jacopo Mosca (ITA)        | 58.           |
| 25            | Albert Withen Philipsen   | DNF           |
| 26            | Patrick Konrad (AUT)      | 18.           |
| 27            | Andrea Bagioli (ITA)      | 5.            |

| Ineos Grenadiers IGD | Ineos Grenadiers IGD     | Ineos Grenadiers IGD |
| -------------------- | ------------------------ | -------------------- |
| Nr                   | Kolarz                   | Miejsce              |
| 31                   | Lucas Hamilton (AUS)     | 37.                  |
| 32                   | Michał Kwiatkowski (POL) | 25.                  |
| 33                   | Magnus Sheffield (USA)   | 7.                   |
| 34                   | Ben Swift (GBR)          | 52.                  |
| 35                   | Connor Swift (GBR)       | 35.                  |
| 36                   | Geraint Thomas (GBR)     | DNF                  |
| 37                   | Samuel Watson (GBR)      | 60.                  |

| Groupama-FDJ GFC | Groupama-FDJ GFC        | Groupama-FDJ GFC |
| ---------------- | ----------------------- | ---------------- |
| Nr               | Kolarz                  | Miejsce          |
| 41               | Lewis Askey (GBR)       | 30.              |
| 42               | Sven Erik Bystrøm (NOR) | 51.              |
| 43               | Clément Davy (FRA)      | 38.              |
| 44               | Eddy Le Huitouze (FRA)  | DNF              |
| 45               | Quentin Pacher (FRA)    | 24.              |
| 46               | Rémy Rochas (FRA)       | 8.               |
| 47               | Matthew Walls (GBR)     | DNF              |

| Movistar Team MOV | Movistar Team MOV                | Movistar Team MOV |
| ----------------- | -------------------------------- | ----------------- |
| Nr                | Kolarz                           | Miejsce           |
| 51                | Carlos Canal (ESP)               | 21.               |
| 53                | Gregor Mühlberger (AUT)          | 39.               |
| 54                | Mathias Norsgaard (DEN)          | 56.               |
| 55                | Diego Pescador (COL)             | 46.               |
| 56                | Natnael Tesfatsion (ERI) (szosa) | 19.               |
| 57                | Javier Romo (ESP)                | 4.                |

| Team Jayco AlUla JAY | Team Jayco AlUla JAY         | Team Jayco AlUla JAY |
| -------------------- | ---------------------------- | -------------------- |
| Nr                   | Kolarz                       | Miejsce              |
| 61                   | Luke Durbridge (AUS) (szosa) | DNF                  |
| 62                   | Kelland O’Brien (AUS)        | 34.                  |
| 64                   | Mauro Schmid (SUI) (szosa)   | 1.                   |
| 65                   | Asbjørn Hellemose (DEN)      | DNF                  |
| 66                   | Campbell Stewart (NZL)       | 67.                  |
| 67                   | Chris Harper (AUS)           | 27.                  |

| Intermarché-Wanty IWA | Intermarché-Wanty IWA    | Intermarché-Wanty IWA |
| --------------------- | ------------------------ | --------------------- |
| Nr                    | Kolarz                   | Miejsce               |
| 71                    | Francesco Busatto (ITA)  | 17.                   |
| 72                    | Dries De Pooter (BEL)    | 29.                   |
| 73                    | Arne Marit (BEL)         | 40.                   |
| 74                    | Tom Paquot (BEL)         | DNF                   |
| 75                    | Dion Smith (NZL)         | 31.                   |
| 76                    | Taco van der Hoorn (NED) | DNF                   |
| 77                    | Georg Zimmermann (GER)   | 22.                   |

| Team Picnic-PostNL TPP | Team Picnic-PostNL TPP     | Team Picnic-PostNL TPP |
| ---------------------- | -------------------------- | ---------------------- |
| Nr                     | Kolarz                     | Miejsce                |
| 81                     | Tobias Lund Andresen (DEN) | 15.                    |
| 82                     | Julius van den Berg (NED)  | 63.                    |
| 83                     | Patrick Eddy (AUS)         | 55.                    |
| 84                     | Alexander Edmondson (AUS)  | DNF                    |
| 85                     | Gijs Leemreize (NED)       | 49.                    |
| 86                     | Bjoern Koerdt (GBR)        | 64.                    |
| 87                     | Oscar Onley (GBR)          | 9.                     |

| Cofidis COF | Cofidis COF          | Cofidis COF |
| ----------- | -------------------- | ----------- |
| Nr          | Kolarz               | Miejsce     |
| 91          | Bryan Coquard (FRA)  | 16.         |
| 92          | Jesús Herrada (ESP)  | 69.         |
| 93          | Ion Izagirre (ESP)   | 32.         |
| 94          | Nolann Mahoudo (FRA) | 57.         |
| 95          | Jan Maas (NED)       | 70.         |
| 96          | Paul Ourselin (FRA)  | 48.         |
| 97          | Alexis Renard (FRA)  | 41.         |

| XDS Astana Team XAT | XDS Astana Team XAT           | XDS Astana Team XAT |
| ------------------- | ----------------------------- | ------------------- |
| Nr                  | Kolarz                        | Miejsce             |
| 101                 | Alberto Bettiol (ITA) (szosa) | DNF                 |
| 102                 | Nicola Conci (ITA)            | 53.                 |
| 103                 | Aaron Gate (NZL)              | 2.                  |
| 105                 | Henok Mulubrhan (ERI)         | 23.                 |
| 106                 | Ide Schelling (NED)           | 54.                 |
| 107                 | Sergio Higuita (COL)          | DNF                 |

| Israel-Premier Tech IPT | Israel-Premier Tech IPT     | Israel-Premier Tech IPT |
| ----------------------- | --------------------------- | ----------------------- |
| Nr                      | Kolarz                      | Miejsce                 |
| 111                     | George Bennett (NZL)        | 28.                     |
| 112                     | Simon Clarke (AUS)          | 50.                     |
| 113                     | Pier-André Côté (CAN)       | 45.                     |
| 114                     | Nick Schultz (AUS)          | DNF                     |
| 115                     | Corbin Strong (NZL)         | 6.                      |
| 116                     | Stephen Williams (GBR)      | 66.                     |
| 117                     | Michael Woods (CAN) (szosa) | 12.                     |

| EF Education-EasyPost EFE | EF Education-EasyPost EFE          | EF Education-EasyPost EFE |
| ------------------------- | ---------------------------------- | ------------------------- |
| Nr                        | Kolarz                             | Miejsce                   |
| 121                       | Esteban Chaves (COL)               | 11.                       |
| 123                       | Lukas Nerurkar (GBR)               | 59.                       |
| 124                       | Jardi Christiaan van der Lee (NED) | DNF                       |
| 125                       | Markel Beloki (ESP)                | DNF                       |
| 126                       | Max Walker (GBR)                   | 33.                       |
| 127                       | Alastair MacKellar (AUS)           | 68.                       |

| UniSA-Australia AUS | UniSA-Australia AUS   | UniSA-Australia AUS |
| ------------------- | --------------------- | ------------------- |
| Nr                  | Kolarz                | Miejsce             |
| 131                 | Cameron Scott (AUS)   | DNF                 |
| 132                 | Zac Marriage (AUS)    | DNF                 |
| 133                 | Fergus Browning (AUS) | DNF                 |
| 134                 | Rudy Porter (AUS)     | 26.                 |
| 135                 | Oliver Bleddyn (AUS)  | 47.                 |
| 136                 | Liam Walsh (AUS)      | 44.                 |
| 137                 | Matthew Fox (AUS)     | 42.                 |

| Red Bull-Bora-Hansgrohe RBH | Red Bull-Bora-Hansgrohe RBH | Red Bull-Bora-Hansgrohe RBH |
| --------------------------- | --------------------------- | --------------------------- |
| Nr                          | Kolarz                      | Miejsce                     |
| 1                           | Laurence Pithie (NZL)       | 3.                          |
| 2                           | Finn Fisher-Black (NZL)     | 10.                         |
| 3                           | Filip Maciejuk (POL)        | DNF                         |
| 4                           | Ryan Mullen (IRL)           | DNF                         |
| 5                           | Danny van Poppel (NED)      | 14.                         |
| 6                           | Sam Welsford (AUS)          | DNF                         |
| 7                           | Ben Zwiehoff (GER)          | DNF                         |

| Soudal Quick-Step SOQ | Soudal Quick-Step SOQ         | Soudal Quick-Step SOQ |
| --------------------- | ----------------------------- | --------------------- |
| Nr                    | Kolarz                        | Miejsce               |
| 11                    | Pascal Eenkhoorn (NED)        | 20.                   |
| 12                    | Pieter Serry (BEL)            | 65.                   |
| 13                    | Andrea Raccagni Noviero (ITA) | DNF                   |
| 14                    | Casper Pedersen (DEN)         | 43.                   |
| 15                    | Antoine Huby (FRA)            | 61.                   |
| 16                    | James Knox (GBR)              | DNF                   |
| 17                    | William Junior Lecerf (BEL)   | DNF                   |

| Lidl-Trek LTK | Lidl-Trek LTK             | Lidl-Trek LTK |
| ------------- | ------------------------- | ------------- |
| Nr            | Kolarz                    | Miejsce       |
| 21            | Tim Torn Teutenberg (GER) | 13.           |
| 22            | Juan Pedro López (ESP)    | 62.           |
| 23            | Bauke Mollema (NED)       | 36.           |
| 24            | Jacopo Mosca (ITA)        | 58.           |
| 25            | Albert Withen Philipsen   | DNF           |
| 26            | Patrick Konrad (AUT)      | 18.           |
| 27            | Andrea Bagioli (ITA)      | 5.            |

| Ineos Grenadiers IGD | Ineos Grenadiers IGD     | Ineos Grenadiers IGD |
| -------------------- | ------------------------ | -------------------- |
| Nr                   | Kolarz                   | Miejsce              |
| 31                   | Lucas Hamilton (AUS)     | 37.                  |
| 32                   | Michał Kwiatkowski (POL) | 25.                  |
| 33                   | Magnus Sheffield (USA)   | 7.                   |
| 34                   | Ben Swift (GBR)          | 52.                  |
| 35                   | Connor Swift (GBR)       | 35.                  |
| 36                   | Geraint Thomas (GBR)     | DNF                  |
| 37                   | Samuel Watson (GBR)      | 60.                  |

| Groupama-FDJ GFC | Groupama-FDJ GFC        | Groupama-FDJ GFC |
| ---------------- | ----------------------- | ---------------- |
| Nr               | Kolarz                  | Miejsce          |
| 41               | Lewis Askey (GBR)       | 30.              |
| 42               | Sven Erik Bystrøm (NOR) | 51.              |
| 43               | Clément Davy (FRA)      | 38.              |
| 44               | Eddy Le Huitouze (FRA)  | DNF              |
| 45               | Quentin Pacher (FRA)    | 24.              |
| 46               | Rémy Rochas (FRA)       | 8.               |
| 47               | Matthew Walls (GBR)     | DNF              |

| Movistar Team MOV | Movistar Team MOV                | Movistar Team MOV |
| ----------------- | -------------------------------- | ----------------- |
| Nr                | Kolarz                           | Miejsce           |
| 51                | Carlos Canal (ESP)               | 21.               |
| 53                | Gregor Mühlberger (AUT)          | 39.               |
| 54                | Mathias Norsgaard (DEN)          | 56.               |
| 55                | Diego Pescador (COL)             | 46.               |
| 56                | Natnael Tesfatsion (ERI) (szosa) | 19.               |
| 57                | Javier Romo (ESP)                | 4.                |

| Team Jayco AlUla JAY | Team Jayco AlUla JAY         | Team Jayco AlUla JAY |
| -------------------- | ---------------------------- | -------------------- |
| Nr                   | Kolarz                       | Miejsce              |
| 61                   | Luke Durbridge (AUS) (szosa) | DNF                  |
| 62                   | Kelland O’Brien (AUS)        | 34.                  |
| 64                   | Mauro Schmid (SUI) (szosa)   | 1.                   |
| 65                   | Asbjørn Hellemose (DEN)      | DNF                  |
| 66                   | Campbell Stewart (NZL)       | 67.                  |
| 67                   | Chris Harper (AUS)           | 27.                  |

| Intermarché-Wanty IWA | Intermarché-Wanty IWA    | Intermarché-Wanty IWA |
| --------------------- | ------------------------ | --------------------- |
| Nr                    | Kolarz                   | Miejsce               |
| 71                    | Francesco Busatto (ITA)  | 17.                   |
| 72                    | Dries De Pooter (BEL)    | 29.                   |
| 73                    | Arne Marit (BEL)         | 40.                   |
| 74                    | Tom Paquot (BEL)         | DNF                   |
| 75                    | Dion Smith (NZL)         | 31.                   |
| 76                    | Taco van der Hoorn (NED) | DNF                   |
| 77                    | Georg Zimmermann (GER)   | 22.                   |

| Team Picnic-PostNL TPP | Team Picnic-PostNL TPP     | Team Picnic-PostNL TPP |
| ---------------------- | -------------------------- | ---------------------- |
| Nr                     | Kolarz                     | Miejsce                |
| 81                     | Tobias Lund Andresen (DEN) | 15.                    |
| 82                     | Julius van den Berg (NED)  | 63.                    |
| 83                     | Patrick Eddy (AUS)         | 55.                    |
| 84                     | Alexander Edmondson (AUS)  | DNF                    |
| 85                     | Gijs Leemreize (NED)       | 49.                    |
| 86                     | Bjoern Koerdt (GBR)        | 64.                    |
| 87                     | Oscar Onley (GBR)          | 9.                     |

| Cofidis COF | Cofidis COF          | Cofidis COF |
| ----------- | -------------------- | ----------- |
| Nr          | Kolarz               | Miejsce     |
| 91          | Bryan Coquard (FRA)  | 16.         |
| 92          | Jesús Herrada (ESP)  | 69.         |
| 93          | Ion Izagirre (ESP)   | 32.         |
| 94          | Nolann Mahoudo (FRA) | 57.         |
| 95          | Jan Maas (NED)       | 70.         |
| 96          | Paul Ourselin (FRA)  | 48.         |
| 97          | Alexis Renard (FRA)  | 41.         |

| XDS Astana Team XAT | XDS Astana Team XAT           | XDS Astana Team XAT |
| ------------------- | ----------------------------- | ------------------- |
| Nr                  | Kolarz                        | Miejsce             |
| 101                 | Alberto Bettiol (ITA) (szosa) | DNF                 |
| 102                 | Nicola Conci (ITA)            | 53.                 |
| 103                 | Aaron Gate (NZL)              | 2.                  |
| 105                 | Henok Mulubrhan (ERI)         | 23.                 |
| 106                 | Ide Schelling (NED)           | 54.                 |
| 107                 | Sergio Higuita (COL)          | DNF                 |

| Israel-Premier Tech IPT | Israel-Premier Tech IPT     | Israel-Premier Tech IPT |
| ----------------------- | --------------------------- | ----------------------- |
| Nr                      | Kolarz                      | Miejsce                 |
| 111                     | George Bennett (NZL)        | 28.                     |
| 112                     | Simon Clarke (AUS)          | 50.                     |
| 113                     | Pier-André Côté (CAN)       | 45.                     |
| 114                     | Nick Schultz (AUS)          | DNF                     |
| 115                     | Corbin Strong (NZL)         | 6.                      |
| 116                     | Stephen Williams (GBR)      | 66.                     |
| 117                     | Michael Woods (CAN) (szosa) | 12.                     |

| EF Education-EasyPost EFE | EF Education-EasyPost EFE          | EF Education-EasyPost EFE |
| ------------------------- | ---------------------------------- | ------------------------- |
| Nr                        | Kolarz                             | Miejsce                   |
| 121                       | Esteban Chaves (COL)               | 11.                       |
| 123                       | Lukas Nerurkar (GBR)               | 59.                       |
| 124                       | Jardi Christiaan van der Lee (NED) | DNF                       |
| 125                       | Markel Beloki (ESP)                | DNF                       |
| 126                       | Max Walker (GBR)                   | 33.                       |
| 127                       | Alastair MacKellar (AUS)           | 68.                       |

| UniSA-Australia AUS | UniSA-Australia AUS   | UniSA-Australia AUS |
| ------------------- | --------------------- | ------------------- |
| Nr                  | Kolarz                | Miejsce             |
| 131                 | Cameron Scott (AUS)   | DNF                 |
| 132                 | Zac Marriage (AUS)    | DNF                 |
| 133                 | Fergus Browning (AUS) | DNF                 |
| 134                 | Rudy Porter (AUS)     | 26.                 |
| 135                 | Oliver Bleddyn (AUS)  | 47.                 |
| 136                 | Liam Walsh (AUS)      | 44.                 |
| 137                 | Matthew Fox (AUS)     | 42.                 |

Legenda: DNF – nie ukończył, OTL – przekroczył limit czasu, DNS – nie wystartował, DSQ – zdyskwalifikowany.

## Klasyfikacja generalna
| \| Klasyfikacja generalna \| Klasyfikacja generalna \| Klasyfikacja generalna \| Klasyfikacja generalna \| Klasyfikacja generalna \| \| Kolarz \| Kolarz \| Państwo \| Drużyna \| Czas \| \| ---------------------- \| ---------------------- \| ---------------------- \| ----------------------- \| ---------------------- \| \| 1. \| Mauro Schmid \| Szwajcaria \| Team Jayco AlUla \| 4h 26' 07" \| \| 2. \| Aaron Gate \| Nowa Zelandia \| XDS Astana Team \| + 3" \| \| 3. \| Laurence Pithie \| Nowa Zelandia \| Red Bull-Bora-Hansgrohe \| + 3" \| \| 4. \| Javier Romo \| Hiszpania \| Movistar Team \| + 3" \| \| 5. \| Andrea Bagioli \| Włochy \| Lidl-Trek \| + 3" \| \| 6. \| Corbin Strong \| Nowa Zelandia \| Israel-Premier Tech \| + 3" \| \| 7. \| Magnus Sheffield \| Stany Zjednoczone \| Ineos Grenadiers \| + 3" \| \| 8. \| Rémy Rochas \| Francja \| Groupama-FDJ \| + 3" \| \| 9. \| Oscar Onley \| Wielka Brytania \| Team Picnic-PostNL \| + 3" \| \| 10. \| Finn Fisher-Black \| Nowa Zelandia \| Red Bull-Bora-Hansgrohe \| + 8" \| |                   |                   |                         |            |
| |                   |                   |                         |            |
| Źródło: ProCyclingStats |                   |                   |                         |            |
| Klasyfikacja generalna |                   |                   |                         |            |
| Kolarz | Kolarz            | Państwo           | Drużyna                 | Czas       |
| 1. | Mauro Schmid      | Szwajcaria        | Team Jayco AlUla        | 4h 26' 07" |
| 2. | Aaron Gate        | Nowa Zelandia     | XDS Astana Team         | + 3"       |
| 3. | Laurence Pithie   | Nowa Zelandia     | Red Bull-Bora-Hansgrohe | + 3"       |
| 4. | Javier Romo       | Hiszpania         | Movistar Team           | + 3"       |
| 5. | Andrea Bagioli    | Włochy            | Lidl-Trek               | + 3"       |
| 6. | Corbin Strong     | Nowa Zelandia     | Israel-Premier Tech     | + 3"       |
| 7. | Magnus Sheffield  | Stany Zjednoczone | Ineos Grenadiers        | + 3"       |
| 8. | Rémy Rochas       | Francja           | Groupama-FDJ            | + 3"       |
| 9. | Oscar Onley       | Wielka Brytania   | Team Picnic-PostNL      | + 3"       |
| 10. | Finn Fisher-Black | Nowa Zelandia     | Red Bull-Bora-Hansgrohe | + 8"       |